# Cupa României 1992-1993
Ediția 1992-1993 a fost a 55-a ediție a Cupei României la fotbal. A fost câștigată de Universitatea Craiova, care a învins-o în finală pe Dacia Unirea Brăila.

## Șaisprezecimi
| Data              | Echipă gazdă                      |   | Echipă oaspete        | Rezultat   |
| ----------------- | --------------------------------- | - | --------------------- | ---------- |
| 28 februarie 1993 | Aris Arad                         | – | Gloria Bistrița       | 1:6        |
|                   | Selena Bacău                      | – | Sportul Studențesc    | 2:0        |
|                   | F.C. Baia Mare                    | – | Poli Timișoara        | 5:1        |
|                   | ICIM Brașov                       | – | Oțelul Galați         | 1:0        |
|                   | CSM Bucecea                       | – | Inter Sibiu           | 1:5        |
|                   | Danubiana București               | – | Dinamo București      | 1:8        |
|                   | Gloria Buzău                      | – | Steaua București      | 0:2        |
|                   | Cimentul Fieni                    | – | Universitatea Cluj    | 0:2        |
|                   | ASA Agrojim Câmpulung Moldovenesc | – | Progresul București   | 1:2        |
|                   | Venus Lugoj                       | – | FCU Craiova           | 0:6        |
|                   | Steaua Mizil                      | – | Dacia Unirea Brăila   | 0:1        |
|                   | Minerul Motru                     | – | Electroputere Craiova | 2:1 (d.p.) |
|                   | CSM Oltenița⁠(d)                   | – | Petrolul Ploiești     | 7:8 (pen.) |
|                   | Electro Mecon Onești              | – | Rapid București       | 0:3        |
|                   | CSM Reșița                        | – | Farul                 | 1:0        |
|                   | Severnav Turnu Severin            | – | FC Brașov             | 0:1        |

## Optimi
| Data           | Oraș                  | Echipă gazdă        |   | Echipă oaspete      | Rezultat   |
| -------------- | --------------------- | ------------------- | - | ------------------- | ---------- |
| 17 martie 1993 | Alba Iulia            | F.C. Baia Mare      | – | ICIM Brașov         | 4:2 (d.p.) |
|                | Brașov                | Gloria Bistrița     | – | Rapid București     | 1:0        |
|                | București             | Dacia Unirea Brăila | – | Minerul Motru       | 1:0        |
|                | Buzău                 | FC Brașov           | – | Selena Bacău        | 4:2 (pen.) |
|                | Drobeta Turnu Severin | FCU Craiova         | – | CSM Reșița          | 1:0 (d.p.) |
|                | Oradea                | Universitatea Cluj  | – | Dinamo București    | 3:2        |
|                | Râmnicu Vâlcea        | Inter Sibiu         | – | Petrolul Ploiești   | 1:0        |
| 31 martie 1993 | București             | Steaua București    | – | Progresul București | 1:0        |

## Sferturi
Turul a avut loc pe 21 aprilie 1993, iar returul pe 28 aprilie 1993.
| Gazdă               | Scor | Oaspete            | Tur | Retur |
| ------------------- | ---- | ------------------ | --- | ----- |
| F.C. Baia Mare      | 3:2  | Inter Sibiu        | 2:2 | 1:0   |
| Gloria Bistrița     | 2:1  | Steaua București   | 1:0 | 1:1   |
| Dacia Unirea Brăila | 2:1  | FC Brașov          | 1:0 | 1:1   |
| FCU Craiova         | 4:3  | Universitatea Cluj | 2:0 | 2:3   |

## Semifinale
Turul a avut loc pe 12 mai 1993, iar returul pe 19 mai 1993.
| Gazdă               | Scor | Oaspete         | Tur | Retur      |
| ------------------- | ---- | --------------- | --- | ---------- |
| Dacia Unirea Brăila | 4:3  | F.C. Baia Mare  | 3:2 | 1:1        |
| FCU Craiova         | 2:1  | Gloria Bistrița | 1:0 | 1:1 (d.p.) |

## Finala
| 26 iunie 1993 | FCU Craiova                               | 2 – 0 | Dacia Unirea Brăila | Stadionul Național, București Spectatori: 10.000 Arbitru: Mircea Salomir (Cluj-Napoca) |
| 26 iunie 1993 | 81' Cristian Vasc 88' Gheorghe Craioveanu |       |                     | Stadionul Național, București Spectatori: 10.000 Arbitru: Mircea Salomir (Cluj-Napoca) |

| UNIVERSITATEA CRAIOVA: |                     |         |
|                        |                     |         |
| P                      | Silviu Lung         |         |
| F                      | Daniel Mogoșanu     |         |
| F                      | Nicolae Zamfir      |         |
| F                      | Emil Săndoi         | (c) 85' |
| F                      | Victor Cojocaru     |         |
| M                      | Silvian Cristescu   | 70'     |
| M                      | Corneliu Papură     |         |
| M                      | Ovidiu Stângă       |         |
| M                      | Cristian Vasc       |         |
| A                      | Ionel Gane          |         |
| A                      | Eugen Neagoe        |         |
| Înlocuiri:             |                     |         |
| A                      | Gheorghe Craioveanu | 70'     |
| F                      | Dumitru Predoi      | 85'     |
| Antrenor:              |                     |         |
| Ion Oblemenco          |                     |         |

| DACIA UNIREA BRĂILA: |                  |     |
|                      |                  |     |
| P                    | Cătălin Hăisan   |     |
| F                    | Adrian Baldovin  |     |
| F                    | Vasile Brătianu  |     |
| F                    | Vasilică Darie   | (c) |
| F                    | Sandu Minciu     |     |
| M                    | Tudorel Pelin    |     |
| M                    | Lucian Măstăcan  | 83' |
| M                    | Marin Petrache   |     |
| M                    | Ionel Drăgoi     |     |
| A                    | Vasile Matinca   |     |
| A                    | Arben Minga      | 85' |
| Înlocuiri:           |                  |     |
| M                    | Gheorghe Negoiță | 83' |
| A                    | Marian Lazăr     | 85' |
| Antrenor:            |                  |     |
| Ioan Sdrobiș         |                  |     |